# Meru (ville)
Pour les articles homonymes, voir Meru (homonymie).
Meru est une ville de la province orientale du Kenya, au centre du pays, à environ 8 kilomètres au nord de l'équateur. Meru est située sur la rivière Kathita et le versant nord-est du mont Kenya, à 1 500 mètres d'altitude, dans une région de forêts et de clairières. L'éthnie dominante est la tribu Ameru.
La route est accessible par route pavée, soit par le sud depuis Embu, soit par le nord-ouest depuis Nanyuki et Timau. Le district de Meru est un point de départ pour Samburu et les réserves nationales Réserve nationale de Buffalo Springs et Lewa Downs via Isiolo au nord, et le parc national de Meru au nord-est via Maua dans les Nyambeni Hills.
Meru est un centre d'affaires, d'agriculture et d'éducation pour le Nord-Est du Kenya. La ville possède des banques et des hôtels, des marchés et des terminaux de transport. Elle pratique le commerce du café, du thé, du bois de construction, du bétail, des produits laitiers et des légumes. Il existe plusieurs lycées, dont un réservé aux filles, la Kaaga Girls School. L'université Emory a un partenariat avec la Meru High School pour partager des ordinateurs, des livres et des équipements scientifiques, à la mémoire de George Brumley. Il existe aussi plusieurs écoles techniques, notamment le Meru Technical Institute et le Meru College of Technology.

Agriculture dans le comté de Meru.
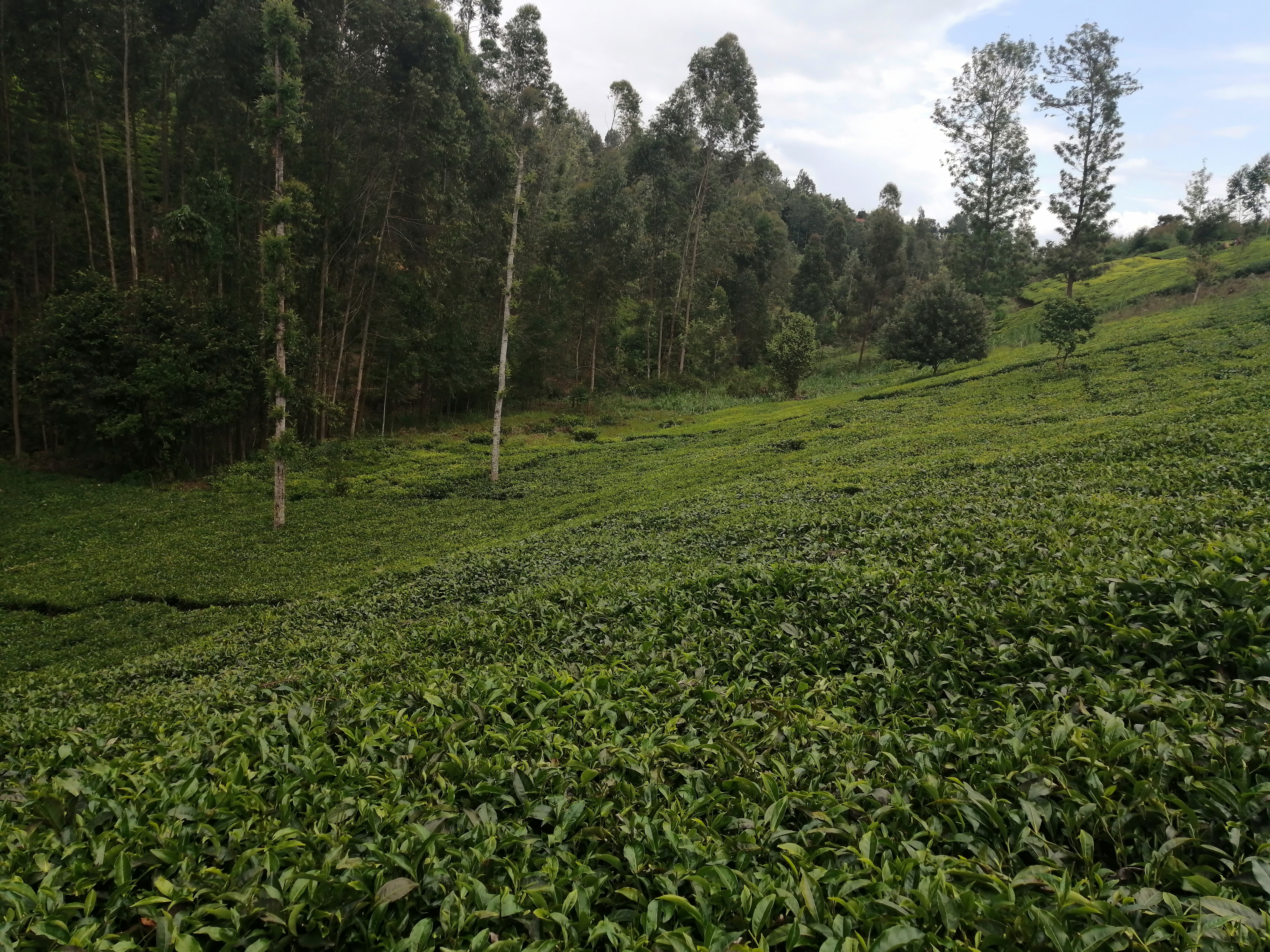
Plantation de thé.
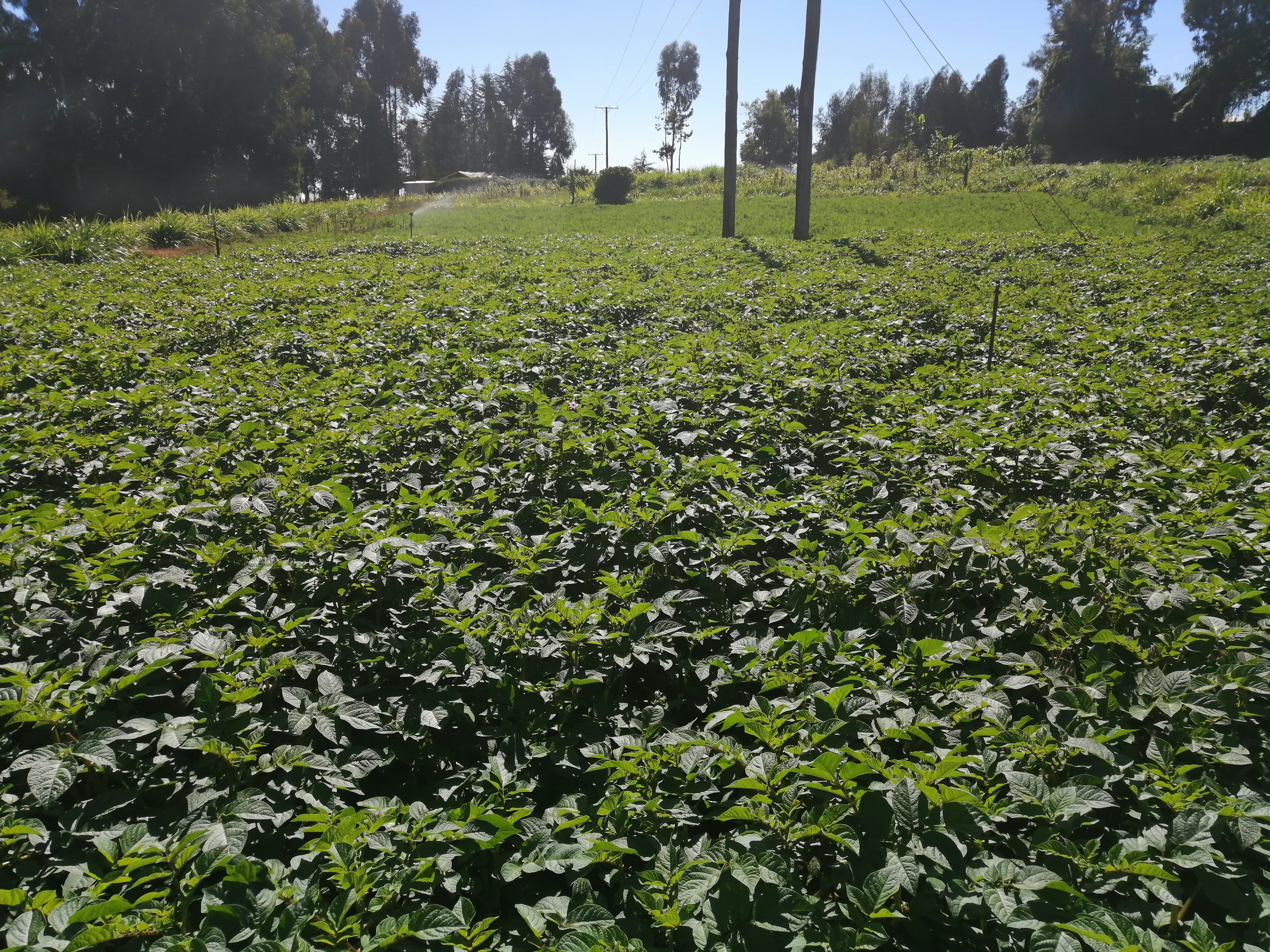
Champ de pommes de terre.

## Personnalités
- Rosemary Karuga (1926-2021), artiste pluridisciplinaire, est née à Meru.

## Religion
Meru est le siège d'un évêché catholique.